# Школьная улица (Пушкин)
Шко́льная улица — улица в городе Пушкине (Пушкинский район Санкт-Петербурга). Проходит от Дворцовой и Магазейной улиц до улицы Генерала Хазова.

## История
Первоначально имела название Школьный переулок, данное в 1820-х годах по Садовой школе (создана в 1814 году главным садовым мастером Царскосельского дворцового правления Ф. Ф. Ляминым), территория которой занимала чётную сторону проезда. Школьный переулок тогда шёл от Дворцовой (в то время — Кузьминской) улицы до Октябрьского бульвара (в то время — Бульварная улица).
В начале XX века переулок продлили от Октябрьского бульвара чуть за трассу нынешней Ленинградской улицы, а в 1960-х — до улицы Генерала Хазова.
27 февраля 1989 года переулок переименовали в улицу Ивана Пущина, в честь лицеиста и декабриста И. И. Пущина.
7 июля 1993 года улице вернули историческое название, но с изменённым статусом: Школьная улица.

## Застройка
Бо́льшую часть чётной стороны Школьной улицы занимает садоводство «Коллективный сад № 7» (от дома 35 до улицы Генерала Хазова).
В 2013 году на Школьной улице, 2, корпус 2, был открыт Пушкинский суд.

## Перекрёстки
- Дворцовая улица / Магазейная улица
- Октябрьский бульвар
- Песочная улица
- Ленинградская улица
- бульвар Алексея Толстого
- улица Генерала Хазова